# Marchantia quadrata
Marchantia quadrata es un especie de hepáticas de la género Marchantia.

## Taxonomía
Marchantia quadrata fue descrita por Scop. y publicado en Flora Carniolica.
Sinonimia
- Achiton quadratum (Scop.) Corda
- Preissia quadrata (Scop.) Nees
- Reboulia quadrata (Scop.) Bertol.